# Rok słonia
Rok słonia (arab.: عام الفيل) – określenie stosowane przez Arabów dla opisu 570 lub 571 r. n.e., gdy rządzący Jemenem etiopski wasal Abraha wysłał ekspedycję karną przeciwko Mekce. Wyprawa, w której brały udział słonie, zakończyła się zwycięstwem mekkańczyków, którym miały pomóc ptaki zwane ababil, które obrzuciły najeźdźców kamieniami. „Rok słonia” jest wskazywany tradycyjnie jako rok narodzin Mahometa, chociaż prawdopodobnie miało to miejsce 10 lat po roku słonia. Wydarzenie pośrednio wspominane jest w surze 105 Koranu.